# Rhyacophila terpsichore
Rhyacophila terpsichore là một loài Trichoptera trong họ Rhyacophilidae. Chúng phân bố ở miền Cổ bắc.